# Oku (langue)
Pour les articles homonymes, voir Oku.
L’oku (ou bvukoo, ebkuo, ekpwo, kuo, ukfwo, uku) est une langue des Grassfields du groupe Ring parlée par les Oku au Cameroun, dans la région du Nord-Ouest, le département du Bui, à l'ouest de l'arrondissement de Jakiri, aux environs du mont Oku et du lac Oku.
C’est une langue à tons et à classe nominale. 
Le nombre de locuteurs a été estimé à 87 000 en 2005.

## Écriture
| a | b | ch | d | dz | e | ɛ | ə | f | g | gh | i | j | k | l | m | n | ŋ | o | p | s | t | w | y | z |